# Бритомартида
Бритомартида е богиня ловджийка в древногръцката митология. Критският еквивалент на Артемида. Наричана е още Диктина (от гр. „диктион“ – мрежа).
Бритомартида, нарича още и Диктина, митовете разказват, че е родена в Kaino на Крит от Зевс и Карме, дъщерята на Евбул, който е син на Деметра; тя измислила мрежите (diktya), които използвала в лова.